# プルメリア
プルメリア（Plumeria）はキョウチクトウ科インドソケイ属に属する植物の一般的な総称である。通常落葉樹で、花を付ける小灌木である。17世紀のフランス植物学者であるシャルル・プリュミエにちなんで名付けられている。「フランジパニ」（frangipani）という別称もあるが、16世紀のイタリアでこの花の香りのする香水を発明したと称した名門貴族フランジパニ家出身の人物に由来するとされる。プルメリアは「チャンパー」（champa）と呼ばれラオスとニカラグア（赤花）の国花となっている。

## 概要
中南米、カリブ海諸国の原産で、300種類が確認されている。キョウチクトウ同様に樹液には毒性があり、目や皮膚に悪い。

## 文化
タヒチ、フィジー、サモア、ハワイ、ニュージーランドなどの太平洋の島々でレイに好んで使われるのは、プルメリアの花である。花は女性の髪にも飾られ、未婚者は頭の右に、既婚者は左に飾る。
ラオスでは国花となっており、チャンパーと呼ばれ、2月頃から7月頃までの間に、白、ピンク、赤、黄の花が見られる。ラオス国営航空の飛行機の尾翼には、このチャンパーの花が描かれている。花は仏教寺院などで献花に用いられるほか、ラオスの正月やバーシーの儀式に用いられ、親や兄弟姉妹など肉親への敬愛と来客への幸運の象徴とされる。日メコン交流年には、日本とラオスの友好のシンボルとして、両国政府と日本企業の協力で、ビエンチャンのワットタイ国際空港から市内への道沿いにチャンパーの記念植樹が行われた。
インドでは、赤い花のプルメリアの香りを入れた香をチャンパと呼び、ナグ・チャンパ（Nag Champa）などがある。バリ島のヒンズー教徒は寺院にプルメリアの花を供える。
フィリピン・インドネシア・マレーシアでは、プルメリアは幽霊や墓地を連想させる花である。これらの国々では墓地にプルメリアが植えられる。マレー半島やインドネシアに伝承される、妊娠中に死亡した女性の幽霊とされている吸血幽霊ポンティアナックは、出現時にプルメリアの花のかぐわしい香りの後にひどい悪臭がすることで気付かされることがあるという。